# Grasshopper Club Zürich 2008-2009
Questa voce raccoglie le informazioni riguardanti il Grasshopper Club Zürich nelle competizioni ufficiali della stagione 2008-2009.

## Stagione
Nella stagione 2008-2009 il Grasshoppers, allenato da Hanspeter Latour, concluse il campionato di Super League al 4º posto. In Coppa Svizzera il Grasshoppers fu eliminato ai quarti di finale dallo Young Boys. In Coppa Intertoto il Grasshoppers vinse il terzo turno contro il PSFK Černomorec Burgas. In Coppa UEFA il Grasshoppers fu eliminato al secondo turno dal Lech Poznań.

## Rosa
| N. |                                 | Ruolo | Calciatore         |
| -- | ------------------------------- | ----- | ------------------ |
| 1  | Svizzera (bandiera)             | P     | Eldin Jakupović    |
| 2  | Svizzera (bandiera)             | D     | Kay Voser          |
| 3  | Svizzera (bandiera)             | D     | Scott Sutter       |
| 4  | Spagna (bandiera)               | D     | Guillermo Vallori  |
| 5  | Svizzera (bandiera)             | D     | Josip Colina       |
| 6  | Svizzera (bandiera)             | D     | Boris Smiljanić    |
| 7  | Svizzera (bandiera)             | C     | Alain Schultz      |
| 8  | Bosnia ed Erzegovina (bandiera) | C     | Senad Lulić        |
| 9  | Argentina (bandiera)            | A     | Gonzalo Zárate     |
| 10 | Svizzera (bandiera)             | C     | Davide Callà       |
| 11 | Svizzera (bandiera)             | A     | Haris Seferović    |
| 13 | Svizzera (bandiera)             | A     | Nassim Ben Khalifa |
| 14 | Svizzera (bandiera)             | C     | Ergün Berisha      |
| 15 | Svizzera (bandiera)             | C     | Ricardo Cabanas    |
| 16 | Germania (bandiera)             | A     | Alessandro Riedle  |

| N. |                         | Ruolo | Calciatore                |
| -- | ----------------------- | ----- | ------------------------- |
| 17 | Svizzera (bandiera)     | C     | Feliciano Magro           |
| 18 | Bulgaria (bandiera)     | P     | Mario Kirev               |
| 19 | Austria (bandiera)      | A     | Roland Linz               |
| 22 | Grecia (bandiera)       | C     | Theodoros Karapetsas      |
| 23 | Svizzera (bandiera)     | P     | Massimo Colomba           |
| 24 | Svizzera (bandiera)     | D     | Fabio Daprelà             |
| 25 | Paraguay (bandiera)     | A     | Raúl Bobadilla            |
| 27 | Svizzera (bandiera)     | C     | Bruce Lalombongo          |
| 28 | RD del Congo (bandiera) | C     | Nzuzi Toko                |
| 29 | Venezuela (bandiera)    | D     | Rolf Feltscher            |
| 30 | Brasile (bandiera)      | C     | Antônio Carlos dos Santos |
| 31 | Svizzera (bandiera)     | C     | Steven Zuber              |
| 33 | Svizzera (bandiera)     | P     | Steven Deana              |
| 34 | Italia (bandiera)       | D     | Pasquale Sbarra           |
| 35 | Serbia (bandiera)       | C     | Vero Salatic              |

## Organigramma societario
Area tecnica
- Allenatore: Ciriaco Sforza
- Allenatore in seconda: Thomas Binggeli, Mats Gren, Walter Grüter
- Preparatore dei portieri: Patrick Foletti
- Preparatori atletici:

## Calciomercato

### Sessione estiva
| Acquisti | Acquisti          | Acquisti   | Acquisti |
| R.       | Nome              | da         | Modalità |
| -------- | ----------------- | ---------- | -------- |
| C        | Davide Callà      | San Gallo  |          |
| P        | Massimo Colomba   | Aarau      |          |
| A        | Matthias Lepiller | Fiorentina |          |
| C        | Senad Lulić       | Bellinzona |          |
| C        | Leonel Romero     | Wohlen     |          |
| A        | Samel Šabanović   | Wil        |          |

| Cessioni | Cessioni        | Cessioni            | Cessioni |
| R.       | Nome            | a                   | Modalità |
| -------- | --------------- | ------------------- | -------- |
| C        | Leonel Romero   | Wohlen              |          |
| C        | Rinaldo Cruzado | Sporting Cristal    |          |
| P        | Dragan Đukic    | Wohlen              |          |
| C        | Frank Feltscher | Lecce               |          |
| A        | Fabio Klingler  | Gossau              |          |
| A        | Franck Madou    | Bienne              |          |
| C        | Michel Renggli  | Lucerna             |          |
| D        | Suree Sukha     | Manchester City (R) |          |

### Sessione invernale
| Acquisti | Acquisti        | Acquisti       | Acquisti |
| R.       | Nome            | da             | Modalità |
| -------- | --------------- | -------------- | -------- |
| C        | Feliciano Magro | IFK Norrköping |          |
| A        | Roland Linz     | Braga          |          |
| P        | Mario Kirev     | Slavia Sofia   |          |
| C        | Alain Schultz   | Wohlen         |          |

| Cessioni | Cessioni          | Cessioni       | Cessioni |
| R.       | Nome              | a              | Modalità |
| -------- | ----------------- | -------------- | -------- |
| A        | Machado           | Stade Nyonnais |          |
| A        | Samel Šabanović   | Esbjerg        |          |
| A        | Matthias Lepiller | Fiorentina     |          |
| A        | Demba Touré       | Stade Reims    |          |
| D        | Yassin Mikari     | Sochaux        |          |

## Risultati

### Super League

#### Prima fase, girone di andata
| Arbitro: | Bieri |

|                                    |           |              |
| Bobadilla 22’ Zárate 40’ Callà 73’ | Marcatori | 75’ Sermeter |

| Arbitro: | Zimmermann |

|             |           |  |
| Perović 45’ | Marcatori |  |

| Arbitro: | Circhetta |

|                             |           |                 |
| Lulić 4’ Bobadilla 14’, 90’ | Marcatori | 78’ Monterrubio |

| Arbitro: | Grossen |

|               |           |                  |
| Fejzulahi 57’ | Marcatori | 80’ (aut.) Sarôa |

| Arbitro: | Busacca |

|                                  |           |                            |
| Salatic 56’ Bobadilla 88’ (rig.) | Marcatori | 73’ Abdi 90’ (rig.) Rochat |

| Arbitro: | Grossen |

|           |           |            |
| Paulo 90’ | Marcatori | 8’ Cabanas |

| Arbitro: | Bertolini |

|                                           |           |                                   |
| Cabanas 61’ Bobadilla 66’, 84’ Mikari 69’ | Marcatori | 45’ (rig.) Chiumiento 62’ Tchouga |

| Arbitro: | Circhetta |

|              |           |                              |
| Raimondi 43’ | Marcatori | 39’, 90’ Cabanas 65’ Vallori |

| Zurigo 13 settembre 2008, ore 17:45 CEST 9ª giornata | Grasshoppers | 0 – 0 referto | Aarau | Stadio Letzigrund (4 500 spett.)\| Arbitro: \| Studer \| |
| Arbitro:                                             | Studer       |               |       |                                                          |

#### Prima fase, girone di ritorno
| Arbitro: | Laperrière |

|            |           |             |
| Diarra 31’ | Marcatori | 90’ Salatic |

| Arbitro: | Busacca |

|             |           |           |
| Cabanas 14’ | Marcatori | 46’ Rubio |

| Sion 25 ottobre 2008, ore 17:45 CEST 12ª giornata | Sion      | 0 – 0 referto | Grasshoppers | Stade Tourbillon (9 250 spett.)\| Arbitro: \| Bertolini \| |
| Arbitro:                                          | Bertolini |               |              |                                                            |

| Arbitro: | Hänni |

|                                       |           |  |
| Callà 29’ Santos 58’ (rig.) Touré 78’ | Marcatori |  |

| Arbitro: | Kever |

|                     |           |            |
| Abdi 80’ Hassli 87’ | Marcatori | 48’ Zárate |

| Arbitro: | Laperrière |

|                   |           |  |
| Furios 92’ (aut.) | Marcatori |  |

| Arbitro: | Studer |

|  |           |                                      |
|  | Marcatori | 32’ Cabanas 43’ Santos 65’ Smiljanić |

| Arbitro: | Busacca |

|  |           |            |
|  | Marcatori | 34’ Varela |

| Arbitro: | Circhetta |

|            |           |  |
| Aquaro 62’ | Marcatori |  |

#### Seconda fase, girone di andata
| Arbitro: | Rogalla |

|                     |           |                      |
| Linz 34’ Zárate 90’ | Marcatori | 46’ Hassli 49’ Đurić |

| Basilea 15 febbraio 2009, ore 16:00 CET 20ª giornata | Basilea    | 0 – 0 referto | Grasshoppers | St. Jakob-Park (20 328 spett.)\| Arbitro: \| Laperrière \| |
| Arbitro:                                             | Laperrière |               |              |                                                            |

| Arbitro: | Bieri |

|               |           |  |
| Bobadilla 60’ | Marcatori |  |

| Arbitro: | Graf |

|  |           |                                |
|  | Marcatori | 22’ Linz 49’ Salatic 50’ Lulić |

| Arbitro: | Laperrière |

|  |           |                                   |
|  | Marcatori | 68’ (rig.) Domínguez 78’ Adeshina |

| Arbitro: | Grossen |

|                                                                           |           |                          |
| Lustrinelli 14’, 58’, 60’ Diarra 17’ Sermeter 44’ (rig.) Conti 81’ (rig.) | Marcatori | 23’ Zárate 73’ Bobadilla |

| Arbitro: | Hänni |

|         |           |             |
| Linz 7’ | Marcatori | 65’ Steuble |

| Arbitro: | Bertolini |

|                             |           |              |
| Dadi 37’ (rig.) Rivaldo 69’ | Marcatori | 5’, 57’ Linz |

| Arbitro: | Circhetta |

|                                  |           |                                              |
| Santos 51’ Zárate 53’ Colina 75’ | Marcatori | 9’ (aut.) Santos 24’ Yapi Yapo 82’ Regazzoni |

#### Seconda fase, girone di ritorno
| Arbitro: | Kever |

|                             |           |             |
| Doumbia 62’, 81’ Ghezal 75’ | Marcatori | 22’ Schultz |

| Arbitro: | Bertolini |

|                             |           |  |
| Santos 12’ Rudan 78’ (aut.) | Marcatori |  |

| Arbitro: | Wermelinger |

|                                                 |           |            |
| Taljević 3’, 53’ (rig.) Niasse 56’ Wüthrich 81’ | Marcatori | 65’ Riedle |

| Arbitro: | Circhetta |

|            |           |                                    |
| Riedle 80’ | Marcatori | 19’ (rig.), 25’ Sermeter 69’ Conti |

| Arbitro: | Kever |

|          |           |                                             |
| Paíto 4’ | Marcatori | 21’ (aut.) Paíto 82’, 84’ Zárate 89’ Riedle |

| Arbitro: | Graf |

|           |           |              |
| Callà 27’ | Marcatori | 75’ Bengondo |

| Arbitro: | Grossen |

|           |           |          |
| Gajić 33’ | Marcatori | 29’ Linz |

| Arbitro: | Studer |

|                                           |           |              |
| Santos 40’ Lulić 45’ Linz 54’ Schultz 84’ | Marcatori | 36’ Derdiyok |

| Arbitro: | Rogalla |

|                            |           |            |
| Rochat 53’ Abdi 70’ (rig.) | Marcatori | 55’ Zárate |

### Coppa Svizzera
| 20 settembre 2008, ore 17:00 CEST Primo turno | Brühl | 0 – 5 | Grasshoppers |  |

| 18 ottobre 2008, ore 17:30 CEST Secondo turno | Wohlen | 2 – 3 | Grasshoppers |  |

| 23 novembre 2008, ore 14:30 CET Ottavi di finale | Grasshoppers | 2 – 1 | Bellinzona |  |

| 4 marzo 2009, ore 20:15 CET Quarti di finale | Young Boys | 3 – 0 | Grasshoppers |  |

### Coppa Intertoto
| Arbitro: | Jech |

|                |           |              |
| Lulić 66’, 79’ | Marcatori | 83’ Fortunat |

| Arbitro: | Constantin |

|  |           |                              |
|  | Marcatori | 54’, 68’ Šabanović 86’ Zuber |

| Arbitro: | Ledentu |

|                                      |           |  |
| Salatic 21’ Zárate 41’ Šabanović 80’ | Marcatori |  |

| Arbitro: | Sandmoen |

|  |           |               |
|  | Marcatori | 53’ Bobadilla |

### Coppa UEFA
| Arbitro: | Vejlgaard |

|                                                                         |           |  |
| Rengifo 4’ Lewandowski 14’, 56’ Vallori 76’ (aut.) Injac 84’ Peszko 88’ | Marcatori |  |

| Zurigo 28 agosto 2008, ore 20:00 CEST Secondo turno - ritorno | Grasshoppers | 0 – 0 referto | Lech Poznań | Stadio Letzigrund (2 300 spett.)\| Arbitro: \| Zografos \| |
| Arbitro:                                                      | Zografos     |               |             |                                                            |

## Statistiche

### Statistiche di squadra
| Competizione    | Punti | In casa | In casa | In casa | In casa | In casa | In casa | In trasferta | In trasferta | In trasferta | In trasferta | In trasferta | In trasferta | Totale | Totale | Totale | Totale | Totale | Totale | DR  |
| Competizione    | Punti | G       | V       | N       | P       | Gf      | Gs      | G            | V            | N            | P            | Gf           | Gs           | G      | V      | N      | P      | Gf     | Gs     | DR  |
| --------------- | ----- | ------- | ------- | ------- | ------- | ------- | ------- | ------------ | ------------ | ------------ | ------------ | ------------ | ------------ | ------ | ------ | ------ | ------ | ------ | ------ | --- |
| Super League    | 50    | 18      | 8       | 7       | 3       | 32      | 21      | 18           | 4            | 7            | 7            | 25           | 27           | 36     | 12     | 14     | 10     | 57     | 48     | +9  |
| Coppa Svizzera  | -     | 1       | 1       | 0       | 0       | 2       | 1       | 3            | 2            | 0            | 1            | 8            | 5            | 4      | 3      | 0      | 1      | 10     | 6      | +4  |
| Coppa Intertoto | -     | 2       | 2       | 0       | 0       | 5       | 1       | 2            | 2            | 0            | 0            | 4            | 0            | 4      | 4      | 0      | 0      | 9      | 1      | +8  |
| Coppa UEFA      | -     | 1       | 0       | 1       | 0       | 0       | 0       | 1            | 0            | 0            | 1            | 0            | 6            | 2      | 0      | 1      | 1      | 0      | 6      | -6  |
| Totale          | 50    | 22      | 11      | 8       | 3       | 39      | 23      | 24           | 8            | 7            | 9            | 37           | 38           | 46     | 19     | 15     | 12     | 76     | 61     | +15 |

### Andamento in campionato
| Giornata  | 1 | 2 | 3 | 4 | 5 | 6 | 7 | 8 | 9 | 10 | 11 | 12 | 13 | 14 | 15 | 16 | 17 | 18 | 19 | 20 | 21 | 22 | 23 | 24 | 25 | 26 | 27 | 28 | 29 | 30 | 31 | 32 | 33 | 34 | 35 | 36 |
| --------- | - | - | - | - | - | - | - | - | - | -- | -- | -- | -- | -- | -- | -- | -- | -- | -- | -- | -- | -- | -- | -- | -- | -- | -- | -- | -- | -- | -- | -- | -- | -- | -- | -- |
| Luogo     | C | T | C | T | C | T | C | T | C | T  | C  | T  | C  | T  | C  | T  | C  | T  | C  | T  | C  | T  | C  | T  | C  | T  | C  | T  | C  | T  | C  | T  | C  | T  | C  | T  |
| Risultato | V | P | V | N | N | N | V | V | N | N  | N  | N  | V  | P  | V  | V  | P  | P  | N  | N  | V  | V  | P  | P  | N  | N  | N  | P  | V  | P  | P  | V  | N  | N  | V  | P  |
| Posizione | 1 | 4 | 3 | 4 | 4 | 4 | 4 | 3 | 3 | 3  | 4  | 4  | 4  | 4  | 4  | 3  | 4  | 4  | 4  | 4  | 4  | 4  | 4  | 4  | 4  | 4  | 4  | 4  | 4  | 4  | 4  | 4  | 4  | 4  | 4  | 4  |

Legenda:

Luogo: C = Casa; T = Trasferta. Risultato: V = Vittoria; N = Pareggio; P = Sconfitta.

### Statistiche dei giocatori
| Giocatore     | Super League | Super League | Super League | Super League | Coppa Intertoto | Coppa Intertoto | Coppa Intertoto | Coppa Intertoto | Coppa UEFA | Coppa UEFA | Coppa UEFA  | Coppa UEFA | Totale   | Totale | Totale      | Totale     |
| Giocatore     | Presenze     | Reti         | Ammonizioni  | Espulsioni   | Presenze        | Reti            | Ammonizioni     | Espulsioni      | Presenze   | Reti       | Ammonizioni | Espulsioni | Presenze | Reti   | Ammonizioni | Espulsioni |
| ------------- | ------------ | ------------ | ------------ | ------------ | --------------- | --------------- | --------------- | --------------- | ---------- | ---------- | ----------- | ---------- | -------- | ------ | ----------- | ---------- |
| E. Berisha    | 0            | 0            | 0            | 0            | 0               | 0               | 0               | 0               | 1          | 0          | 0           | 0          | 1        | 0      | 0           | 0          |
| R. Bobadilla  | 14           | 8            | 7            | 1            | 3               | 1               | 1               | 0               | 2          | 0          | 1           | 0          | 19       | 9      | 9           | 1          |
| R. Cabanas    | 31           | 6            | 8            | 1            | 2               | 0               | 0               | 0               | 2          | 0          | 0           | 0          | 35       | 6      | 8           | 1          |
| D. Callà      | 17           | 3            | 3            | 0            | 1               | 0               | 0               | 0               | 2          | 0          | 1           | 0          | 20       | 3      | 4           | 0          |
| J. Colina     | 34           | 1            | 3            | 1            | 4               | 0               | 0               | 0               | 2          | 0          | 0           | 0          | 40       | 1      | 3           | 1          |
| M. Colomba    | 3            | 0            | 0            | 0            | 1               | 0               | 0               | 0               | 0          | 0          | 0           | 0          | 4        | 0      | 0           | 0          |
| R. Cruzado    | 1            | 0            | 0            | 0            | 2               | 0               | 0               | 0               | 0          | 0          | 0           | 0          | 3        | 0      | 0           | 0          |
| F. Daprelà    | 16           | 0            | 5            | 0            | 0               | 0               | 0               | 0               | 1          | 0          | 0           | 0          | 17       | 0      | 5           | 0          |
| S. Deana      | 0            | 0            | 0            | 0            | 0               | 0               | 0               | 0               | 0          | 0          | 0           | 0          | 0        | 0      | 0           | 0          |
| R. Feltscher  | 21           | 0            | 2            | 1            | 1               | 0               | 0               | 0               | 1          | 0          | 0           | 0          | 23       | 0      | 2           | 1          |
| E. Jakupović  | 34           | 0            | 4            | 0            | 3               | 0               | 0               | 0               | 2          | 0          | 1           | 0          | 39       | 0      | 5           | 0          |
| T. Karapetsas | 2            | 0            | 0            | 0            | 0               | 0               | 0               | 0               | 0          | 0          | 0           | 0          | 2        | 0      | 0           | 0          |
| N. Khalifa    | 3            | 0            | 0            | 0            | 0               | 0               | 0               | 0               | 0          | 0          | 0           | 0          | 3        | 0      | 0           | 0          |
| M. Kirev      | 0            | 0            | 0            | 0            | 0               | 0               | 0               | 0               | 0          | 0          | 0           | 0          | 0        | 0      | 0           | 0          |
| B. Lalombongo | 6            | 0            | 1            | 0            | 0               | 0               | 0               | 0               | 1          | 0          | 0           | 0          | 7        | 0      | 1           | 0          |
| M. Lepiller   | 4            | 0            | 0            | 0            | 0               | 0               | 0               | 0               | 0          | 0          | 0           | 0          | 4        | 0      | 0           | 0          |
| R. Linz       | 16           | 7            | 0            | 2            | 0               | 0               | 0               | 0               | 0          | 0          | 0           | 0          | 16       | 7      | 0           | 2          |
| S. Lulić      | 26           | 3            | 8            | 0            | 4               | 2               | 0               | 0               | 2          | 0          | 1           | 0          | 32       | 5      | 9           | 0          |
| M. Machado    | 6            | 0            | 0            | 0            | 0               | 0               | 0               | 0               | 0          | 0          | 0           | 0          | 6        | 0      | 0           | 0          |
| F. Magro      | 5            | 0            | 1            | 0            | 0               | 0               | 0               | 0               | 0          | 0          | 0           | 0          | 5        | 0      | 1           | 0          |
| Y. Mikari     | 13           | 1            | 1            | 0            | 3               | 0               | 0               | 0               | 1          | 0          | 0           | 0          | 17       | 1      | 1           | 0          |
| A. Riedle     | 10           | 3            | 0            | 0            | 0               | 0               | 0               | 0               | 0          | 0          | 0           | 0          | 10       | 3      | 0           | 0          |
| L. Romero     | 1            | 0            | 0            | 0            | 1               | 0               | 0               | 0               | 0          | 0          | 0           | 0          | 2        | 0      | 0           | 0          |
| V. Salatic    | 32           | 3            | 12           | 0            | 4               | 1               | 1               | 0               | 1          | 0          | 1           | 0          | 37       | 4      | 14          | 0          |
| A. Santos     | 18           | 5            | 1            | 0            | 0               | 0               | 0               | 0               | 0          | 0          | 0           | 0          | 18       | 5      | 1           | 0          |
| P. Sbarra     | 0            | 0            | 0            | 0            | 1               | 0               | 0               | 0               | 0          | 0          | 0           | 0          | 1        | 0      | 0           | 0          |
| A. Schultz    | 16           | 2            | 0            | 1            | 0               | 0               | 0               | 0               | 0          | 0          | 0           | 0          | 16       | 2      | 0           | 1          |
| H. Seferović  | 1            | 0            | 0            | 0            | 0               | 0               | 0               | 0               | 0          | 0          | 0           | 0          | 1        | 0      | 0           | 0          |
| B. Smiljanić  | 18           | 1            | 3            | 0            | 4               | 0               | 0               | 0               | 1          | 0          | 0           | 0          | 23       | 1      | 3           | 0          |
| S. Sutter     | 3            | 0            | 0            | 0            | 0               | 0               | 0               | 0               | 0          | 0          | 0           | 0          | 3        | 0      | 0           | 0          |
| N. Toko       | 6            | 0            | 0            | 0            | 0               | 0               | 0               | 0               | 1          | 0          | 0           | 0          | 7        | 0      | 0           | 0          |
| D. Touré      | 9            | 1            | 0            | 0            | 4               | 0               | 0               | 0               | 2          | 0          | 0           | 0          | 15       | 1      | 0           | 0          |
| G. Vallori    | 35           | 1            | 7            | 0            | 4               | 0               | 1               | 0               | 2          | 0          | 0           | 0          | 41       | 1      | 8           | 0          |
| K. Voser      | 31           | 0            | 1            | 0            | 3               | 0               | 1               | 0               | 1          | 0          | 0           | 0          | 35       | 0      | 2           | 0          |
| S. Zuber      | 10           | 0            | 0            | 0            | 3               | 1               | 0               | 0               | 2          | 0          | 0           | 0          | 15       | 1      | 0           | 0          |
| G. Zárate     | 30           | 8            | 5            | 1            | 3               | 1               | 0               | 0               | 0          | 0          | 0           | 0          | 33       | 9      | 5           | 1          |
| S. Šabanović  | 11           | 0            | 0            | 0            | 4               | 3               | 0               | 0               | 1          | 0          | 0           | 0          | 16       | 3      | 0           | 0          |